# Osteoblastoma
Osteoblastoma é uma neoplasia primária do osso formadora de tecido osteóide.
Possui manifestações clínicas e histológicas semelhantes às do osteoma osteóide; assim, alguns consideram os dois tumores serem variantes da mesma doença, sendo o osteoblastoma um representante de um osteoma osteóide gigante. Entretanto, um tipo agressivo de osteoblastoma foi reconhecido, tornando essa relação menos clara.
Embora similar ao osteoma osteóide, o osteoblastoma é maior (entre 2 e 6 cm).

## Patofisiologia
A etiologia do osteoblastoma é desconhecida. Histologicamente, os osteoblastomas são similares aos osteomas osteóides. Embora o tumor seja geralmente considerado benigno, uma variante agressiva tem sido descrita na literatura, com achados histológicos semelhantes a tumores malignos como o osteossarcoma.

## Frequência
Nos Estados Unidos, os osteoblastomas contabilizam para somente 0,5-2% de todos os tumores ósseos primários e somente 3% dos tumores ósseos benignos, sendo então uma forma relativamente rara de tumor ósseo.

## Sinais e sintomas
Os pacientes com osteoblastoma geralmente apresentam-se com dor com duração de diversos meses. Em contraste com a dor associada ao osteoma osteóide, a dor do osteoblastoma geralmente é menos intensa, geralmente não piora à noite e não é aliviada prontamente com salicilatos (aspirina e compostos relacionados). Se a lesão é superficial, o paciente pode ter inchaço e maciez local. As lesões na coluna vertebral podem causar escoliose dolorosa, embora isso seja menos comum com o osteoblastoma em comparação com o osteoma osteóide. Além disso, as lesões podem interferir mecanicamente com a medula espinhal ou raízes nervosas, produzindo déficits neurológicos.